# شقران مولى النبي محمد
شقران مولى النبي محمد صحابي بدري، شهد غزوة بدر، وكان ممن حضر غُسل ولحد النبي محمد عند وفاته.

## سيرته
كان عبدًا حبشيًا قيل اسمه صالح بن عدي، كان مملوكًا لعبد الرحمن بن عوف. شهد شقران غزوة بدر وهو عبد مملوك لابن عوف، فاستعمله النبي محمد على حراسة الأسرى، ولم يضرب له سهمًا في الغنائم، ولكن وهبه كل رجل له أسير شيئًا، حتى أصاب أكثر مما أصاب من ضُرب له سهم. أعجب شقران النبي محمد، فاشتراه من عبد الرحمن بعد بدر، وأعتقه.
وفي المريسيع، جعله النبي محمد على جمع الغنائم. وقد أوصى النبي محمد له عند وفاته، وكان ممن حضر غسل النبي محمد عند وفاته في من حضر من أهل البيت، وكان ممن نزل في قبر النبي محمد مع العباس بن عبد المطلب والفضل بن العباس وأوس بن خولي. وبعد وفاة النبي محمد، سكن شقران المدينة المنورة، وقيل انتقل إلى البصرة، واتخذ فيها دارًا. وقد انقرض ولد شقران، مات آخرهم بالمدينة في خلافة هارون الرشيد، وكان بالبصرة منهم رجل.

## روايته للحديث النبوي
- روى عن: النبي محمد
- روى عنه: عبيد الله بن أبي رافع ومحمد الباقر ويحيى بن عمارة بن أبي حسن المازني.
- الجرح والتعديل: روى له الترمذي حديثًا واحدًا.[4]